# Armilus
Armilus (ebraică: ארמילוס‎) este personajul anti-Messia în perioada sfârșitului din escatologia iudaică, comparabil cu Antihrist (în creștinism) și cu Dajjal (islam), cel care va cuceri Ierusalimul și va persecuta evreii până la înfrângerea finală în mâinile lui Dumnezeu sau adevăratul Messia. Distrugerea sa inevitabilă simbolizează victoria finală a Binelui asupra Răului din Era Mesianică (ebraică Iemot haMashiah) (tradus ca zilele lui Mesia).
În conformitate cu Enciclopedia Evreiască, Armilus este un rege care va apărea la sfârșitul timpului împotriva lui Mesia, și va fi învins după ce va aduce mult dezastru asupra lui Israel, similar cu Gog. Despre el se vorbește în Midrash Vayosha și în Apocalipsa lui Zerubbabel, unde îl învinge pe Messiah ben Joseph.
Originea acestui personaj, declarat a fi urmașul lui Satan și al unei fecioare, sau al Satanei și o statuie (sau o piatră), prezintă multe nelămuriri cu privire la diferite faze ale dezvoltării sale sau relația sa cu legenda și doctrina creștină .

## Nume
Numele său poate fi derivat din Romulus, unul dintre fondatorii Romei, sau din Ahriman, principiul răului în zoroastrism (Arimainyus = Armalgus).

## Aspect
Unele surse îl descriu pe Armilus ca fiind chel, parțial surd, parțial ciung și parțial lepros.